# Mahmoud Sehili
Mahmoud Sehili (arabe : محمود السهيلي), né le 27 juillet 1931 à Tunis et mort le 10 octobre 2015, est un artiste peintre tunisien.

## Biographie
Auprès d'un père pêcheur passionné de musique, il apprend l'oud et, auprès d'une mère qui fabrique des broderies et des tapis, il apprend les couleurs. Son enfance se déroule à Tunis. Après des études à l'École des beaux-arts de Tunis, de 1949 à 1952, il complète sa formation à l'École nationale supérieure des Beaux-Arts de Paris de 1953 à 1960. Il a pour professeur Raymond Legueult.
Lors de son retour en Tunisie, il anime un atelier, assure des cours à l'École des Beaux-Arts de Tunis, de 1960 à 1980, dirige une galerie, organise des expositions et commence son œuvre de peintre. Il voyage notamment au Soudan, en Algérie, au Maroc, en Libye ou en Égypte.